# Municipio de Aberdeen (Dakota del Sur)
El municipio de Aberdeen (en inglés: Aberdeen Township) es un municipio ubicado en el condado de Brown en el estado estadounidense de Dakota del Sur. En el año 2010 tenía una población de 934 habitantes y una densidad poblacional de 9,24 personas por km².

## Geografía
El municipio de Aberdeen se encuentra ubicado en las coordenadas 45°27′15″N 98°31′15″O / 45.45417, -98.52083. Según la Oficina del Censo de los Estados Unidos, el municipio tiene una superficie total de 101.08 km², de la cual 100,75 km² corresponden a tierra firme y (0,33 %) 0,33 km² es agua.

## Demografía
Según el censo de 2010, había 934 personas residiendo en el municipio de Aberdeen. La densidad de población era de 9,24 hab./km². De los 934 habitantes, el municipio de Aberdeen estaba compuesto por el 94,65 % blancos, el 0,43 % eran afroamericanos, el 1,82 % eran amerindios, el 0,32 % eran asiáticos, el 0,75 % eran de otras razas y el 2,03 % eran de una mezcla de razas. Del total de la población el 1,39 % eran hispanos o latinos de cualquier raza.